# Posto di blocco

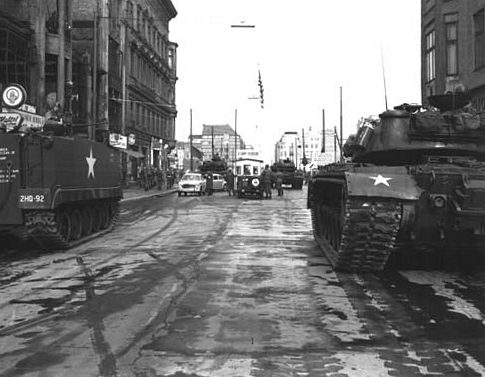
Il "Checkpoint Charlie" a Berlino, durante la guerra fredda

Un posto di blocco è una postazione o un luogo dove i passanti e i veicoli vengono fermati obbligatoriamente per verifiche e controlli da parte di forze dell'ordine o militari. Se posti sui confini nazionali, vengono detti anche valichi di frontiera e sono usati per il controllo di merci e persone in transito, per la verifica del rispetto delle normative immigratorie, fiscali e igienico-sanitarie.
In Italia all'interno del territorio civile i posti di blocco vengono istituiti da parte delle forze dell'ordine in casi eccezionali per esempio quando si è alla ricerca di un pericoloso latitante o altre gravi ed eccezionali situazioni.
Se il posto di blocco è formato da forze dell'ordine, in genere, esse usano delle bande chiodate e dei birilli o coni per assicurarsi del progressivo rallentamento e fermata di tutti i veicoli.
Il termine posto di blocco viene spesso erroneamente utilizzato per indicare il posto di controllo che si differenzia per le modalità operative di esecuzione, interessando solitamente un solo senso di marcia e richiedendo un limitato numero di operatori e mezzi di controllo; inoltre, ed è la differenza principale, nel posto di controllo è arbitrario chi bloccare, mentre nel posto di blocco tutti vengono fermati. I posti di controllo infatti sono generalmente istituiti sulle strade urbane per i controlli ordinari di guida con la richiesta di esibire documenti d'identità e relativa patente e il controllo di veicoli segnalati, ma è possibile trovare anche "posti di controllo pedonali" che consistono esclusivamente nel controllo dei pedoni.
In definitiva il posto di blocco viene istituito in situazioni eccezionali bloccando entrambi i sensi di circolazione della strada interessata, mentre il posto di controllo è comunemente utilizzato per il normale controllo quotidiano di prevenzione.